# Lemonias sontella
Lemonias sontella is een vlindersoort uit de familie van de prachtvlinders (Riodinidae), onderfamilie Riodininae.
Lemonias sontella werd in 1902 beschreven door Schaus.